# Obdulio Varela
Obdulio Jacinto Muiño Varela (ur. 20 września 1917 w Montevideo, zm. 2 sierpnia 1996 tamże), urugwajski piłkarz, pomocnik lub obrońca. Kapitan mistrzów świata z roku 1950.
Ligową karierę zaczynał w 1937 w Wanderers. W 1943 przeszedł do CA Peñarol, z którym sześciokrotnie zostawał mistrzem Urugwaju. W reprezentacji debiutował w 1939, w 1942 wygrał z nią turniej Copa América.
Varela, nazywany El Negro Jefe, przez wiele lat był niekwestionowanym przywódcą drużyny narodowej. Poprowadził swój zespół do sensacyjnego zwycięstwa nad Brazylią w meczu decydującym o tytule mistrzowskim w 1950, kiedy to Urugwaj pokonał na Maracanie – ku rozpaczy (Maracanaço) 200 tys. ludzi na trybunach – gospodarzy turnieju 2:1.
Cztery lata później, mimo zaawansowanego jak na piłkarza wieku, nadal był liderem zespołu. Z powodu kontuzji nie mógł zagrać w meczu półfinałowym z Węgrami, co prawdopodobnie zadecydowało o porażce Urugwaju 2:4 (po dogrywce).